# Salamandra vermella
La salamandra vermella (Pseudotriton ruber) és una espècie d'amfibi urodel de la família Plethodontidae. És endèmica dels Estats Units. Es distribueix en el costat atlàntica del país, encara que aquesta absent en gran part de la costa.
Els seus hàbitats naturals són els boscos, muntanyes de matolls, rius i deus d'aigua dolça. Es troben sempre prop de l'aigua, en la fullaraca o sota roques. Pon els seus ous enganxats a roques en l'aigua.